# Semiothisa uvidaria
Semiothisa uvidaria là một loài bướm đêm trong họ Geometridae.